# Lawe Hijo
Lawe Hijo is een bestuurslaag in het regentschap Aceh Tenggara van de provincie Atjeh, Indonesië. Lawe Hijo telt 642 inwoners (volkstelling 2010).